# Biemna flabellata
Biemna flabellata är en svampdjursart som beskrevs av Patricia R. Bergquist 1970. Biemna flabellata ingår i släktet Biemna och familjen Desmacellidae.
Artens utbredningsområde är havet kring Nya Zeeland. Inga underarter finns listade i Catalogue of Life.